# Valdimar Örn Flygenring
Valdimar Örn Flygenring, född 5 juli 1959, är en isländsk skådespelare.

## Filmografi (i urval)
- 1992 – Så som i himmelen
- 2004 – Kallt ljus